# Joan Estruch i Gibert
Joan Estruch i Gibert (Barcelona, 24 de juliol de 1943) és un sociòleg català.

## Biografia
Llicenciat en filosofia i lletres per la Universitat de Barcelona l'any 1967, i doctor per la mateixa universitat l'any 1971, després de cursar estudis de postgrau a la Universitat Catòlica de Lovaina (1968-1971). Professor de sociologia a la Universitat Autònoma de Barcelona des de l'any 1971 fins a la seva jubilació l'any 2013, i on va ser catedràtic de sociologia des de l'any 1989. Estruch va ser fundador i director del Centre d'Investigacions en Sociologia de la Religió (ISOR) des de 1974, i membre de l'Institut d’Estudis Catalans des de l'any 1995.
Entre les seves publicacions, algunes traduïdes en diverses llengües, destaquen La innovación religiosa (1972); Plegar de viure. Un estudi sobre els suïcidis (1981); L’Opus Dei i les seves paradoxes: un estudi sociològic (1993); Les altres religions. Minories religioses a Catalunya (2004) i Entendre les religions. Una perspectiva sociològica. En el vessant de la traducció, ha traduït al català obres sociològiques com l’Ètica protestant i l'esperit del capitalisme, de Max Weber, o La construcció social de la realitat, de Peter Berger i Thomas Luckmann. El 2019 ha publicat les seves memòries, Crec recordar (2019).
El professor Joan Estruch ha mantingut una intensa relació amb diversos centres internacionals com l'Institute on Culture, Religion and World Affairs de la Boston University; la Conférence Internationale de Sociologie des Religions a París; l'Institut Max Weber de l'Acadèmia de Ciències de Baviera a Múnic; la Fundació Joan March de Madrid; el Centre de Recherches Sociolreligieuses de la Universitat de Lovaina o el Department of Religous Studies de la Universitat de Lancaster.
El 1982 fou membre del consell editorial de Papers, revista de sociologia, una revista acadèmica impulsada pel Departament de Sociologia de la Universitat Autònoma de Barcelona i editada per Edicions 62 i Península.

## Idees
L'obra de Joan Estruch en el camp de la sociologia de la religió s'ha caracteritzat per combatre la tendència a quedar infeudada als interessos de les burocràcies eclesiàstiques, la inclinació a estudiar només les manifestacions institucionals de la religió i la tesi de la secularització ineludible de la societat. Des d'aquest triple punt de partida, la seva obra posa en dubte la tesi de la desaparició de la religió i defensa, en canvi, la de la seva transformació. Exemples del rigor de la seva aproximació al fet religiós són el seu estudi L’Opus Dei i les seves paradoxes: un estudi sociològic (1993; traduït a l'anglès l'any 1995) i l'elaboració del mapa religiós de Catalunya, finançat per la Direcció General d'Afers Religiosos de la Generalitat de Catalunya, a partir de l'any 2000.

### Principals llibres publicats
- Estruch, J. (1972) La innovación religiosa. Ensayo teórico de sociología de la religión. Barcelona: Ariel.
- Estruch, J.; Cardús, S. (1981) Plegar de viure. Un estudi sobre els suïcidis. Barcelona: Edicions 62 (traduït al castellà, l'any 1982, amb el títol Los suicidios, Barcelona: Herder).
- Estruch, J.; Cardús, S. (1984) Les enquestes a la joventut de Catalunya. Bells deliris fascinen la raó. Barcelona: Generalitat de Catalunya.
- Estruch, J. (1993) L’Opus Dei i les seves paradoxes: un estudi sociològic. Barcelona: Edicions 62 (traduït a l'anglès, l'any 1995, amb el títol Saints and Schemers. Opus Dei and its paradoxes. Nova York: Oxford University Press)
- Estruch, J. (1996) Secularització i pluralisme en la societat catalana d'avui. Barcelona: Institut d’Estudis Catalans..
- Estruch, J.; Gómez, J.; Griera, M.; Iglesias, A. (2005) Les altres religions. Minories religioses a Catalunya. Barcelona: Mediterrània. Arxivat 2018-02-16 a Wayback Machine.
- Estruch, J.; Griera, M.; (2007) De la secularització al pluralisme, o de quan la religió torna a estar de moda. Sabadell: Caixa Sabadell.
- Estruch, J.; Fons Duocastella, C. (2011) Fills del Concili: retrat d'una generació de capellans. Barcelona, Mediterrània. Arxivat 2018-02-16 a Wayback Machine.
- Estruch, J. (2015) Entendre les religions. Una perspectiva sociològica. Barcelona, Mediterrània.
- Estruch, J. (2019) Crec recordar. Memòries. Barcelona: Fragmenta.

### Principals llibres traduïts
- Aron, R. (1994) Les etapes del pensament sociològic. Vol. I i Vol. II. Barcelona: Herder.
- Berger, P. L. (1986) Invitació a la Sociologia. Barcelona: Herder
- Berger, P. L. (1997) La rialla que salva. La dimensió còmica de l'experiència humana. Barcelona: La Campana
- Berger, P. L. i Luckmann, T. (1988) La construcció social de la realitat. Barcelona: Herder.
- Claval, P. (1991) El mites fundadors de les ciències socials. Barcelona: Herder.
- Mills, C. W. (1987) La imaginació sociològica. Barcelona: Herder.
- Quivy, R i Van Campenhoudt, L. (1997) Manual de recerca en ciències socials. Barcelona: Herder.
- Weber, M. (1984) L’ètica protestant i l'esperit del capitalisme. Barcelona. Edicions 62.

## Premis i reconeixements
- 2006 - Medalla Narcís Monturiol de la Generalitat de Catalunya per la seva trajectòria investigadora.
- 2009 - Distinció Jaume Vicens Vives a la qualitat docent universitària.
- 2020 - Creu de Sant Jordi de la Generalitat de Catalunya per la contribució a la cultura i la societat catalana.